# La Bastide blanche

La Bastide blanche est un téléfilm français en deux parties réalisé par Miguel Courtois et diffusé pour la première fois le 8 septembre 1997.

## Synopsis
Le Luberon sert de décor à cette adaptation du roman éponyme de Jean-Michel Thibaux. À la fin du XIXe siècle, le commerce de la glace est prospère et la Bastide blanche est une entreprise familiale spécialisée dans la fabrication de pains de glace.
Le fils du glacier entre en relation avec la fille du châtelain, alors que glacier et châtelain sont rivaux.

## Fiche technique
- Réalisation : Miguel Courtois
- Scénario : Claude Brami d'après le roman de Jean-Michel Thibaux
- Image : Philippe Pavans de Ceccatty
- Montage : Véronique Parnet
- Musique : Roland Romanelli
- Production : Françoise Bertheau-Guillet, Jean-François Lepetit et Eddy Jabès
- Pays :  France
- Durée : 187 minutes
- Date de diffusion : 8 septembre 1997
- Genre : Drame, Historique

## Distribution
- Julien Guiomar : Amédée Giraud
- Bernard Le Coq : Jean Roumisse
- Virgile Bayle : Justin Giraud
- Léa Bosco : Magali
- Anaïs Jeanneret : Sandrine Nottel
- Antoinette Moya : Henriette Giraud
- Teco Celio : Fernand
- Evelyne Buyle : Victorine
- Philippe Magnan : Nottel
- Laurent Vivier : Caronnet
- Marc Andréoni : le capitaine Chassagne
- Didier Cauchy : le jeune curé
- Georges Rostan : le facteur
- Samir Guesmi : Nordine